# Zusatzweiterbildung Physikalische Therapie
Die Zusatzweiterbildung Physikalische Therapie ist eine in der Musterweiterbildungsordnung der deutschen Bundesärztekammer von 2018 (MWBO) aufgeführte Zusatz-Weiterbildung im Bereich Physikalische Therapie für Fachärztinnen und Fachärzte in einem Gebiet der unmittelbaren Patientenversorgung.

## Definition
Die Zusatz-Weiterbildung Physikalische Therapie umfasst in Ergänzung zu einer Facharztkompetenz die Anwendung physikalischer Faktoren in Prävention, Therapie und Rehabilitation.

## Mindestanforderung
Um die Zusatzbezeichnung Physikalische Therapie führen zu dürfen, müssen Ärztinnen und Ärzte
- über eine Facharztanerkennung in einem Gebiet der unmittelbaren Patientenversorgung verfügen und zusätzlich
- 12 Monate Weiterbildung in Physikalischer Therapie an einer zugelassenen Weiterbildungsstätte sowie
- einen Weiterbildungskurs in Physikalischer Therapie mit einem Umfang von 120 Stunden absolviert haben.[2]

Bei der Anmeldung zur Weiterbildungsprüfung müssen der zuständigen Ärztekammer  sämtliche Nachweise über die erfüllten Mindestanforderungen vorgelegt werden. Dazu gehören auch die Logbuch-Dokumentationen über alle durch die MWBO vorgegebenen Inhalte der Weiterbildung.
Fachärzte für Physikalische und Rehabilitative Medizin sind auch ohne die oben angegebenen Mindestanforderungen zum Führen der Zusatzbezeichnung berechtigt, da die Inhalte der Zusatz-Weiterbildung integraler Bestandteil ihres Weiterbildungsganges ist.

## Inhalte der Weiterbildung
Zur Weiterbildungsprüfung muss man darlegen können, dass man Kenntnisse, Erfahrungen und Fertigkeiten unter anderem in folgenden Bereichen erlangt hat:
- Indikationsstellung, Verordnung und Therapiekontrolle von
  - Krankengymnastik und Bewegungstherapie, medizinischer Trainingstherapie und manueller Therapie
  - Hydrotherapie
  - Thermotherapie
  - Massagen und Entstauungstherapie
  - Elektrotherapie und Ultraschalltherapie
  - Ergotherapie
  - weiteren physikalischen Therapieverfahren, z. B. mechanischen Schwingungen, Phototherapie, Inhalationstherapie
- Auswahl, Kontraindikationen und Indikationsstellung sowie Verordnungsweise von Therapiemitteln der physikalischen Therapie bei Krankheitsbildern aus verschiedenen klinischen Bereichen.[1]

Die Inhalte der Musterweiterbildungsordnung sind allerdings nur eine Empfehlung für die rechtsverbindlichen Weiterbildungsordnungen der Landesärztekammern, die hiervon abweichende Regelungen treffen können.